# Jan Krieg
Jan Krieg lub Hans Krieg, Joan Krieg, Johan Krieg (ur. ok. 1590 w Speicherdorf k. Królewca, obecnie Южный, zm. między 1643 a 1647 w Pelplinie) – gdański malarz i rysownik okresu manieryzmu.

## Życie
Zapewne był synem menonickich uchodźców z Holandii lub Niemiec. Kształcił się w Królewcu, prawdopodobnie podróżował do Niderlandów. W 1615 przybył do Gdańska, gdzie w 1616 został mistrzem cechu malarzy, w drodze wyjątku bez składania egzaminu. W 1627, jako zamożny mieszczanin, kupił kamienicę przy ul. Rzeźnickiej. Zapewne pod wpływem żony przyjął wiarę katolicką. Po jej śmierci w 1632 wstąpił do zakonu cystersów w Pelplinie. Na rzecz konwentu przekazał swoją kamienicę, znaczną kwotę pieniężną oraz srebra. Pracował nad wyposażeniem kościoła opackiego, wykonując prace marmoryzatorskie, pozłotnicze oraz 4 emblematy do ołtarza św. Jakuba Starszego.

## Twórczość
Jedynymi jego sygnowanymi pracami, które zachowały się do dzisiaj, są rysunki wykonane piórkiem i tuszem, kolorowane akwarelą. Początkowo wykonywał przedstawienia o charakterze alegorycznym, których bohaterami były personifikacje idei ogólnych, często zaczerpnięte z mitologii (np. niezachowana Alegoria pięciu zmysłów – 1624). W późniejszym okresie w jego rysunkach pojawia się tematyka rodzajowa (np. Spacerująca para – po 1620) oraz  przedstawienia religijne (np. Archanioł Michał zwyciężający smoka – 1637). Jego twórczość cechuje właściwe stylistyce manieryzmu teatralne ujęcie tematyki, znakomity zmysł obserwacyjny oraz racjonalna, rzeczowa interpretacja. Widoczne są w niej silne wpływy manieryzmu niderlandzkiego.

### Wybrane dzieła
- Widok Gdańska z Biskupiej Górki – po 1620, Muzeum Narodowe w Gdańsku

Obraz namalowany na desce, która zapewne była wiekiem wyprawowej skrzyni ślubnej lub pokrywą instrumentu muzycznego, prawdopodobnie wirginału, przedstawia zaślubiny pary gdańskich mieszczan. Nowożeńcy otoczeni są wieloma innymi postaciami (wytworne towarzystwo na ganku bogatej budowli, żebrak, jeźdźcy w polskich strojach, młody mężczyzna z psem, chłopiec trzymający sokoła itp.) oraz ukazanymi z niezwykłą drobiazgowością scenkami rodzajowymi. W tle umieszczono panoramę Gdańska.
- Powitanie św. Urszuli w Kolonii – ok. 1640, Bazylika katedralna Wniebowzięcia Najświętszej Maryi Panny w Pelplinie, predella ołtarza św. Urszuli

Scena przedstawia przybycie świętej do Kolonii, którą malarz umiejscowił nad brzegiem morza. Przy nabrzeżu portowym  z przycumowanymi dwoma okrętami trwają prace przeładunkowe. Z fotograficzną wręcz dokładnością odtworzony został roboczy dzień w porcie gdańskim w latach 40. XVII w. Wśród tłumu kręcącego się po nabrzeżu widzimy m.in.: kobiety dostarczające pożywienie marynarzom, starego wilka morskiego z fajką, żebraczkę z worem na plecach, plotkujące zamożne mieszczki, ulicznego sprzedawcę jaj, księdza z ministrantem spieszącego do chorego marynarza oraz cztery kobiety odprowadzające przyjaciółkę. Malowidło cechuje subtelna kolorystyka, emalierska faktura i drobiazgowa, miniaturowa metoda obrazowania. Całość utrzymana jest w konwencji obrazu rodzajowego, jedynie wizerunek gołębicy na tle nieba ponad głowami pierwszoplanowych postaci przypomina o pozaziemskiej sferze zdarzenia. Obraz uważany jest za  najdoskonalszy widok marynistyczny polskiego baroku. 
- Apoteoza św. Barbary – lata 40. XVII w., Klasztor Cysterek w Żarnowcu (przypisywany)

Obraz z cyklu 12 scen przedstawiających legendę o św. Barbarze. Obraz główny otaczają małe malowidła ze scenkami z życia świętej (2 w predelli, po 3 w uszakach ołtarza oraz 3 w jego zwieńczeniu). Malowidła te wzbogacone są scenkami rodzajowymi.

### Zachowane rysunki
- Wezwanie dla sztuki (Przemijanie sławy) –  1617, Muzeum Narodowe w Poznaniu
- Alegoria – 1617, Zakład Narodowy im. Ossolińskich, Wrocław
- MUSICA – 1618, Muzeum Grafiki i Rysunku, Berlin
- Dyskurs Minerwy z Chronosem – 1619, Muzeum Grafiki i Rysunku, Berlin
- Bellona – 1620, Muzeum Narodowe w Warszawie
- Pokój w więzach wojny – 1622, Muzeum Narodowe w Poznaniu
- Alegoria QUIT AD TE – 1622, Muzeum Grafiki i Rysunku, Berlin
- Archanioł zwyciężający smoka – ok. 1630, Muzeum Narodowe w Gdańsku
- Spacerująca para – po 1620, Muzeum Narodowe w Gdańsku
- Madonna zjawiająca się św. Hieronimowi – po 1620, Muzeum Narodowe w Gdańsku
- Michał zabijający smoka – 1637, Muzeum Narodowe w Gdańsku
- Jeździec przed tarasem pałacowym – 1643, Muzeum Narodowe w Gdańsku
- Skalisty pejzaż – ok. 1640, Muzeum Narodowe w Gdańsku